# جيمي ميتشيل (لاعب كرة قدم)
جيمي ميتشيل (بالإنجليزية: Jamie Mitchell)‏ (6 نوفمبر 1976 بغلاسكو في المملكة المتحدة - ) هو لاعب كرة قدم بريطاني في مركز الوسط. لعب مع نادي بارتيك ثيسل ونورويتش سيتي ونادي كلايد ونادي سكاربورو.

## وصلات خارجية
- جيمي ميتشيل على موقع قاعدة بيانات كرة القدم.إي يو (الإنجليزية)